# Promenades (Magnard)
Promenades est une suite de sept pièces pour piano seul d'Albéric Magnard, composée en 1893 et créée par Blanche Selva le 15 mars 1911. 

## Composition
Albéric Magnard compose les Promenades en 1893, « évocation de paysages, au gré des étapes d'un itinéraire sentimental. C'est en effet à sa future femme que Magnard fait l'hommage de ces pages : trois ans plus tard, il épousera Julia Creton ».

## Création
Selon une situation « typique de l'obscurité dans laquelle il demeurait », Albéric Magnard doit attendre dix-huit ans avant que sa partition soit créée par Blanche Selva, chaleureusement applaudie aux Concerts Durand le 15 mars 1911.

## Présentation
La suite des Promenades est composée de sept pièces :
1. Envoi — Tendre ( = 72) à quatre temps (noté ), en ut dièse mineur puis ut dièse majeur
2. Bois de Boulogne — Élégant ( = 66) à 
 puis Pimpant, en  ut majeur
3. Villebon — Mystérieux ( = 54) à 
, en mi majeur
4. Saint-Cloud — Avec franchise ( = 120) à 
, en mi mineur
5. Saint-Germain — Amoureusement ( = 72) à 
, en la bémol majeur
6. Trianon — Large ( = 58) à 
 puis Joliment ( = 66) à 
 , en ut dièse mineur
7. Rambouillet — Nuptial ( = 66) à quatre temps (noté ), en ut dièse majeur

## Analyse
De ce « poétique recueil de pièces pour piano », Gustave Samazeuilh retient « l'esquisse sur Saint-Germain, pour son expression pénétrante, celle sur Trianon pour l'harmonieuse pureté de son écriture fugale et surtout celle sur Rambouillet, pour le charme intense de son pouvoir évocateur ».
Harry Halbreich suggère que « ce cycle pianistique si riche et si divers donnera certainement l'envie de connaître mieux un des maîtres les plus attachants de la musique française du début du siècle, qui serait peut-être devenu un autre Roussel si une fin tragique ne l'avait fauché dans la force de l'âge… »

## Discographie
- Albéric Magnard, Sonate pour violoncelle et piano op. 20, Promenades op. 7 par Thomas Demenga (violoncelle) et Christoph Keller (piano) — 1986, Accord 220562.
- Albéric Magnard, Promenades op. 7 par Marie-Catherine Girod (1989, LP FY 116) — avec la Sonate en mi mineur, op. 63 de Vincent d'Indy et les Quelques danses, op. 26 d'Ernest Chausson, réédité le 13 février 2015 chez Solstice (anciennement FY).
- Albéric Magnard, Sonate pour violoncelle et piano — Intégrale de l’œuvre pour piano, par Alain Meunier (violoncelle) et Philippe Guilhon-Herbert (piano), Éditions Hortus, Hortus 085, 2011 ; réédité dans la collection « Les Musiciens et la Grande Guerre »[4], volume 1 (Hortus 701, 2014)[5].

### Ouvrages généraux
- Guy Sacre, La musique pour piano : dictionnaire des compositeurs et des œuvres, vol. II (J-Z), Paris, Robert Laffont, coll. « Bouquins », 1998, 2998 p. (ISBN 978-2-221-08566-0),
- Gustave Samazeuilh, Musiciens de mon temps : Chroniques et souvenirs, Paris, Marcel Daubin, 1947 (1re éd. 1915, complété en 1931), 430 p., in-16 (BNF 43254580), p. 161-172,
- Harry Halbreich et François-René Tranchefort (dir.), Guide de la musique de piano et de clavecin, Paris, Fayard, coll. « Les Indispensables de la musique », 1987, 867 p. (ISBN 978-2-213-01639-9, OCLC 17967083), p. 479-481.

### Monographies
- Simon-Pierre Perret et Harry Halbreich, Albéric Magnard, Paris, Fayard, 2001, 642 p. (ISBN 978-2-213-60846-4)